# Чемпіонат Африки з баскетболу серед жінок
Чемпіонат Африки з баскетболу серед жінок (також відомий як AfroBasket Women) — міжнародне змагання з баскетболу, що проходить раз на два роки між країнами Африки серед жіночих національних баскетбольних команд. Турнір служить для визначення найсильнішої збірної на континенті, а також як кваліфікаційний турнір на чемпіонат світу з баскетболу серед жінок (ФІБА) та Олімпійські ігри.

## Переможці та призери
| 1966 Детальніше | Гвінея                          | Об'єднана Арабська Республіка | к / т       | Гвінея                        | Центральноафриканська Республіка | к / т | Сенегал     |
| 1968 Детальніше | Об'єднана Арабська Республіка   | Об'єднана Арабська Республіка | 47 -39      | Сенегал                       | Малі                             | к / т | Алжир       |
| 1970 Детальніше | Того                            | Мадагаскар                    | 44-36       | Об'єднана Арабська Республіка | Сенегал                          | 50-27 | Малі        |
| 1974 Детальніше | Туніс                           | Сенегал                       | 47-44       | Туніс                         | Єгипет                           | 56-34 | Того        |
| 1977 Детальніше | Сенегал                         | Сенегал                       | 88-56       | Єгипет                        | Того                             | 70-35 | Кот-д'Івуар |
| 1979 Детальніше | Сомалі                          | Сенегал                       | к / т       | Сомалі                        | Гана                             | к / т |             |
| 1981 Детальніше | Сенегал                         | Сенегал                       | 83-73       | Заїр                          | Ангола                           | 83-71 | Малі        |
| 1983 Детальніше | Ангола                          | Заїр                          | к / т       | Сенегал                       | Камерун                          | к / т | Мозамбік    |
| 1984 Детальніше | Сенегал                         | Сенегал                       | 2-0 т / п   | Заїр                          | Камерун                          | 83-70 | Малі        |
| 1986 Детальніше | Мозамбік                        | Заїр                          | 68-64       | Мозамбік                      | Ангола                           | к / т | Камерун     |
| 1990 Детальніше | Туніс                           | Сенегал                       | 70-68       | Заїр                          | Мозамбік                         | 86-75 | Туніс       |
| 1993 Детальніше | Сенегал                         | Сенегал                       | 89-43       | Кенія                         | Мозамбік                         | 63-57 | Заїр        |
| 1994 Детальніше | Південно-Африканська Республіка | Заїр                          | 68-48       | Сенегал                       | Ангола                           | 53-29 | Мозамбік    |
| 1997 Детальніше | Кенія                           | Сенегал                       | 73-59       | ДР Конго                      | Нігерія                          | 90-62 | Кенія       |
| 2000 Детальніше | Туніс                           | Сенегал                       | 71-63       | Туніс                         | ДР Конго                         | 80-79 | Марокко     |
| 2003 Детальніше | Мозамбік                        | Нігерія                       | 69-63       | Мозамбік                      | Сенегал                          | 61-47 | Ангола      |
| 2005 Детальніше | Нігерія                         | Нігерія                       | 64-57       | Сенегал                       | Мозамбік                         | 59-51 | ДР Конго    |
| 2007 Детальніше | Сенегал                         | Малі                          | 63-56       | Сенегал                       | Ангола                           | 73-58 | Мозамбік    |
| 2009 Детальніше | Мадагаскар                      | Сенегал                       | 72-57       | Малі                          | Ангола                           | 76-57 | Кот-д'Івуар |
| 2011 Детальніше | Малі                            | Ангола                        | 62-54       | Сенегал                       | Малі                             | 71-62 | Нігерія     |
| 2013 Детальніше | Мозамбік                        | Ангола                        | 64-61 ( OT) | Мозамбік                      | Сенегал                          | 56-53 | Камерун     |
| 2015 Детальніше | Камерун                         | Сенегал                       | 81-66       | Камерун                       | Нігерія                          | 65-55 | Ангола      |
| 2017 Детальніше | Малі                            | Нігерія                       | 65-48       | Сенегал                       | Малі                             | 75–52 | Мозамбік    |

 ↑   Фінальний раунд проводиться круговим турніром.
 ↑   Технічна поразка.

## Медалі за країнами
| Місце | Країна                           | Золото | Срібло | Бронза | Загалом |
| ----- | -------------------------------- | ------ | ------ | ------ | ------- |
| 1     | Сенегал                          | 11     | 6      | 3      | 20      |
| 2     | ДР Конго (раніше Заїр)           | 3      | 4      | 1      | 8       |
| 3     | Єгипет (раніше ОАР)              | 2      | 2      | 1      | 5       |
| 4     | Ангола                           | 2      | 0      | 5      | 7       |
| 5     | Нігерія                          | 2      | 0      | 2      | 4       |
| 6     | Малі                             | 1      | 1      | 2      | 4       |
| 7     | Мадагаскар                       | 1      | 0      | 0      | 1       |
| 8     | Мозамбік                         | 0      | 3      | 3      | 6       |
| 9     | Туніс                            | 0      | 2      | 0      | 2       |
| 10    | Камерун                          | 0      | 1      | 2      | 3       |
| 11    | Гвінея                           | 0      | 1      | 0      | 1       |
| 11    | Кенія                            | 0      | 1      | 0      | 1       |
| 11    | Сомалі                           | 0      | 1      | 0      | 1       |
| 14    | Центральноафриканська Республіка | 0      | 0      | 1      | 1       |
| 14    | Гана                             | 0      | 0      | 1      | 1       |
| 14    | Того                             | 0      | 0      | 1      | 1       |

## Найкращі гравці
| Рік  | Переможець         |
| ---- | ------------------ |
| 1966 | Ндеє Салла Кане    |
| 1974 | Рохая Пує          |
| 1977 | Канку Кулібаль     |
| 1981 | Фату Кіне Ндіає    |
| 1983 | Лонганза Камімбая  |
| 1984 | Аміната Діаньє     |
| 1986 | Адель Каманга      |
| 1990 | Анна-Марі Діох     |
| 1993 | Маме Маті Мбенге   |
| 1994 | Мваді Мабіка       |
| 1997 | Маме Маті Мбенге   |
| 1999 | Маме Маті Мбенге   |
| 2000 | Маме Маті Мбенге   |
| 2003 | Деолінда Нгулела   |
| 2005 | Мфон Удока         |
| 2007 | Хамчету Маїга-Ба   |
| 2009 | Ая Траоре          |
| 2011 | Насіссела Маврісіу |
| 2013 | Насіссела Маврісіу |
| 2015 | Ая Траоре          |
| 2017 | Асту Траоре        |